# 土橋杏奈
土橋 杏奈（どばし あんな）は、日本のレースクイーン、モデル。ニックネームはドバッシー。
イギリスのクウォーター。
静岡県出身。クレイズアソシエイションを経てマリットに所属後、現在はフリーで活躍している。

## プロフィール
- 2010年からイベントコンパニオンとして活動を開始し[2]、2011年からはレースクイーンとしても活動。2015年1月の東京オートサロンでイベントコンパニオンを卒業[2]。2016年からは雑誌「GOLF TODAY」の“GTバーディーズ”に参加している[1]。
- 趣味はゴルフ、スノーボード、ウェイクボード、ひなたぼっこ
- 特技は料理、ピアノ、テナーサックス、どこでも寝れること
- 好きな食べ物はパンとケーキ
- 三姉妹の真ん中[3]。
- クレイズ時代の同僚だったモデル・RENAと仲が良く、イベントでも度々共働していた[4]。
- インスタグラムでは「パースリーがのらなくて」というシリーズを続けている

## 出演

### レースクイーン
- スーパー耐久「テクノファーストレーシングガールズ」（2011年 - 2013年）

### テレビ番組・映画
- ゴルフdata!でスコアアップ（ゴルフネットワーク）
- 新宿スワン（キャバクラ嬢役）
- DEEPゴルフ(BSフジ)

### イベント
- 東京モーターショー
  - 「VICSブース」（2012年12月）
  - 「ジャガーランドローバーブース」（2014年12月）

- 東京オートサロン
  - 「D2japanブース」（2013年1月） - 古藤愛梨とも共演[5]
  - 「ダイハツブース」（2014年1月）
  - 「D2japanブース」（2015年1月）

- 東京ゲームショウ
  - 「SONYブース」（2011年9月、2012年9月）
  - 「WeMade Onlineブース」（2013年9月）
  - 「SEGA・ウォーゲーミングブース」（2014年9月）

- Interop Tokyo
  - 「日本レジストリサービス（JPRS）ブース」（2012年6月）[6]
  - 「日商エレクトロニクスブース」（2014年6月）[7]

- 国際フィッシングショー「ジャッカルブース」（2012年3月）[8]
- CP+「タムロンブース」（2013年2月、2014年2月）[9][10]
- インターネプコン「YAMAHAブース」（2013年1月、2014年1月）[11][4]

### 雑誌
- 三栄書房「GOLF TODAY」GTバーディーズ（2016年 - 2020）[1]
- プレジレント社　「Rejina」読者モデル